# Britinianos
Se llamaban britinianos unos religiosos ermitaños de Italia que observaban una vida muy austera. 
Tomaron este nombre de Britini, lugar solitario en que se establecieron. El papa Alejandro IV. en una bula expedida en aa de febrero de 1266 les da el mismo nombre de britiniani. Después se unieron a los ermitaños de san Agustín, cuya regla seguían antes.